# 818 Azerski Batalion Piechoty
818 Azerski Batalion Piechoty (niem. Aserbeidschanische Infanterie Bataillon 818, ros. 818-й азербайджанский пехотный батальон) - oddział wojskowy Wehrmachtu złożony z Azerów podczas II wojny światowej.

## Historia
Został sformowany latem 1943 r. w Jedlni jako część Legionu Azerbejdżańskiego. W czerwcu i lipcu 1944 r. wchodził w skład Oberfeldkommandantur 372 pod komendą gen. Hilmara Mosera, stacjonując w rejonie Zamościa. Przez cały pełnił funkcje ochronne. 31 lipca tego roku został podporządkowany niemieckiej 17 Dywizji Piechoty gen. Richarda Zimmera, stacjonującej koło Puław. Jedna kompania trafiła na front. W sierpniu resztę batalionu przeniesiono pod zwierzchność Korück (Kommandeur rückwärtiges Armeegebiet) 4 Armii Pancernej. Według części źródeł część oddziału brała udział w tłumieniu powstania warszawskiego w składzie Kampfgruppe "Reinefarth". Azerowie mieli uczestniczyć w masakrze ludności Woli. 
Jesienią 1944 r. 95 lub 96 Azerów w pełnym uzbrojeniu na czele z por. Bałakszijewem przeszła na stronę polskiego partyzanckiego 16 Pułku Piechoty Armii Krajowej, działającego w Tarnowskiem. Utworzyli osobną kompanię pod nazwą "Azerbejdżan". W styczniu 1945 r. batalion przebywał na obszarze Górnego Śląska. Wszedł w skład Osttürkischen Waffen-Verbände der SS.